# Sacré-Coeur-de-Jésus
Sacré-Coeur-de-Jésus es un municipio parroquial canadiense situado en la provincia de Quebec.

## Superficie
Sacré-Coeur-de-Jésus tiene una superficie de 104,73 km².

## Demografía
En 2021, tenía 536 habitantes, una densidad poblacional de 5,1 hab./km², y 277 viviendas.